# Rozenprieel
Het Rozenprieel is een volksbuurt in Haarlem, ontstaan aan het einde van de 19e eeuw. De buurt ligt tegen de oude binnenstad, het Spaarne en het Frederikspark aan. De buurt is gelegen in de wijk Haarlemmerhoutkwartier. In de jaren 80 van de vorige eeuw zijn er veel woningen gesloopt in het kader van de stadsvernieuwing. Deze huizen zijn vervangen door goedkope nieuwbouwwoningen.
De buurt is voor statistische doeleinden gesplitst in een Rozenprieel-noord en Rozenprieel-zuid. Noord kent zo'n 1.363 inwoners en Zuid zo'n 2.002 inwoners. De buurten worden in het noorden begrensd door de Kampersingel, in het oosten door het Spaarne in het zuiden door de Rustenburgerlaan en in het westen door de Kleine Houtweg.

## Geschiedenis
Tot het begin van de 17e eeuw bestond het Rozenprieel uit open weiland. Vanaf die tijd werd het gebied door een vereniging van tuinders gehuurd of gepacht en stond het gebied vol met tuinderijen. Het gebied werd aan het eind van de 19e eeuw verkocht als bouwterrein. Dit was het einde voor de tuinders. Het gebied werd vanaf 1876 in samenwerking met coöperatieve, christelijke, bouwverenigingen bebouwd. De straatnamen zijn de enige herinnering aan het verleden, de Klaverstraat, de Tulpenstraat, de Palmstraat en de Rozenprieelstraat.
Eind 19e eeuw waren de ambachtsscholen in opkomst. Deze werden in Haarlem gesticht in het Rozenprieel. De Ambachtsschool werd gesticht aan de Kamperstraat. Eén soortgelijke school maar dan bedoeld voor meisjes, de Huishoud- en Industrieschool werd in 1903 gesticht aan de Schneevoogtstraat. Deze school werd in 1935 ingrijpend verbouwd naar ontwerp van Dick Greiner.